# Супероксиддисмутаза

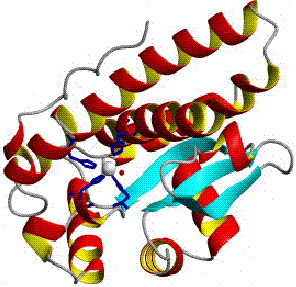
Структура мітохондріальної супероксиддісмутази людини

Супероксиддисмутаза (КФ 1.15.1.1) — ензим групи антиоксидантних ферментів. Разом з каталазою та іншими антиоксидантними ферментами, вона захищає організм від високотоксичних кисневих радикалів.
Споживання молекулярного кисню клітинами супровождується утворенням проміжних продуктів, такі як супероксид-аніон радикал (О2-), перекис водню (Н2О2), і гідроксильний радикал (HO-). Ферменти родини супероксиддисмутаз каталізують перетворення О22- в Н2О2та О2, тобто:
О2-+О2-  = Н2О2 + О2
Перекис водню, в свою чергу, піддається дії каталази та пероксидази. 
Ензими мають активні центри, які містять або мідь або цинк (Cu/Zn-супероксид-дисмутаза), або залізо (Fe-супероксид-дисмутаза), або манган (Mn-супероксид-дисмутаза), або нікель (Ni-супероксид-дисмутаза).

## Функція
Супероксиддисмутаза каталізує дисмутацію супероксиду в кисень і перекис водню. Таким чином, вона грає найважливішу роль в антиоксидантному захисті практично всіх типів клітин, що так або інакше знаходяться у контакті з киснем. Одним з рідкісних виключень є молочнокисла бактерія Lactobacillus plantarum і споріднені їй організми, що використовують інший механізм захисту від супероксиду.